# Lam Pou-chuen

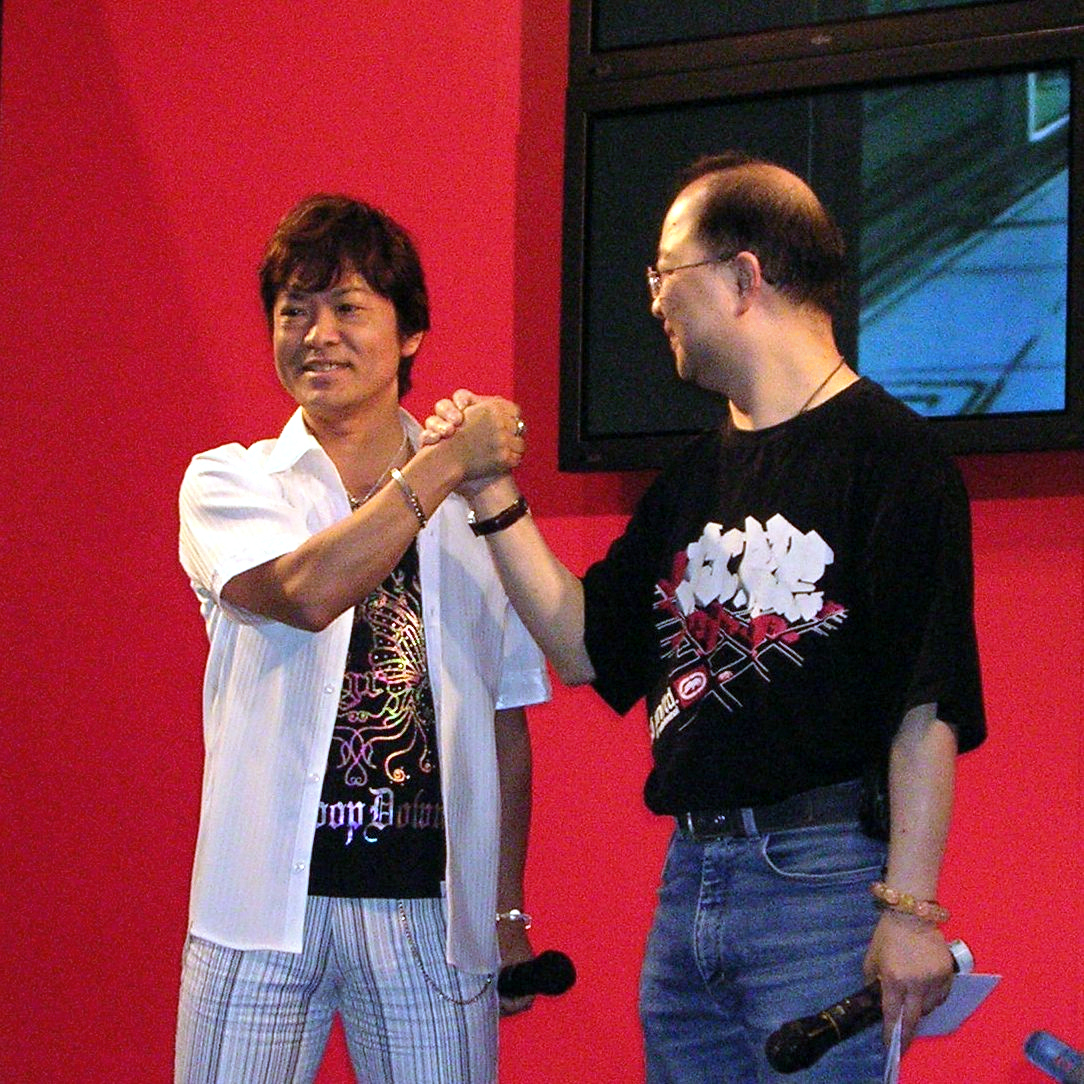
Lam Pou-chuen (rechts) mit Tōru Furuya im Juli 2006

Lam Pou-chuen (chinesisch 林保全, Pinyin Lín Bǎoquán; * 10. Oktober 1951 in der portugiesischen Kolonie Macau; † 2. Januar 2015 in Hongkong) war ein Hongkong-chinesischer Synchronsprecher, der seine Karriere 1971 begann und rund dreißig Jahre lang die Stimme von Doraemon war. Des Weiteren trat er als Sprecher zahlreicher Blockbuster im Kantonesischen in Erscheinung.

## Leben
Lam Pou-chuen wurde im Jahre 1951 in der portugiesischen Kolonie Macau geboren und kam noch als Teenager ins rund 50 Kilometer entfernte Hongkong, wo er nach seinem Schulabschluss anfangs in einer Bank arbeitete und im Jahre 1971 als 20-Jähriger beim Fernsehsender TVB anfing. Zu seinen ersten Arbeiten gehörte die Synchronisation des blauen katzenähnlichen Roboters Doraemon, dem er rund dreißig Jahre lang die Stimme lieh. Durch die Synchronisation der wohl bekannteste Trickfigur Asiens, die einen ähnlichen Bekanntheitsgrad wie Mickey Maus in der westlichen Welt hat, wurde Po-chuen zu einem der bekanntesten Synchronsprecher und der Stimme mit dem höchsten Wiedererkennungswert seines Heimatlandes.
Des Weiteren wurde er als Stimme von Genzo Wakabayashi in Captain Tsubasa, Kimio Nagasawa in Chibi Maruko Chan, Jiraiya in Naruto, Yamada-sensei in Nintama Rantarō, Hiei in Yū Yū Hakusho, Amuro Ray in Mobile Suit Gundam, Garfield in Garfield und seine Freunde, sowie Schiggy in Pokémon. Neben diesen bekannteren Charakteren gab er noch über 100 anderen Charakteren seine Stimme. Nachdem er TVB noch in den 1980er Jahren verlassen hatte, kehrte er im Jahre 1993 wieder zum Sender zurück. In The Bronze Teeth war er die Stimme von He Shen und in Neighbourhood Treasures gab er den sarkastischen Erzähler. Außerdem war er die kantonesische Stimme von Schauspielern wie Sammo Hung oder George Clooney. Der Film Stand By Me Doraemon, der im Februar 2015 in Hongkong veröffentlicht wird, ist das letzte Werk, in dem Lam Pou-chuens Stimme zu hören ist.
Am 2. Januar 2015 starb der Synchronsprecher, der seit Jahren an Diabetes erkrankt war, in Hongkong, nachdem er von seiner Familie bewusstlos in seinem Haus gefunden und von der Rettung ins Alice Ho Miu Ling Nethersole Hospital gebracht worden war, wo er für tot erklärt wurde.